# ملوك الهروب
ملوك الهروب (بالإنجليزية: Breakout Kings)‏ هو مسلسل دراما تم إنتاجه في الولايات المتحدة. بدأ عرضه في سنة 2011. بلغ عدد مواسم المسلسل 2 مواسم، كما بلغ عدد حلقاته 23 حلقة، وتبلغ مدة الحلقة الواحدة 43 دقيقة. تم بث المسلسل لأول مرة بتاريخ 6 مارس 2011 بينما تم بث آخر حلقة منه بتاريخ 29 أبريل 2012.

## الشخصيات
- سيريندا سوان
- جيمي سيمبسون

## القصة
الاسم مستوحى من كتاب The Breakout Kings للكاتب Nicholas Pileggi، الذي كتب أيضا Goodfellas وCasino. المسلسل هو تفرع من مسلسل آخر شهير هو بريزون بريك. في حلقة واحدة من الموسم الثاني، يظهر شخصية تي باغ، وهو أحد الهاربين من سجن فوكس ريفر في بريزون بريك، ويتحدى فريق ملوك الهروب. المسلسل كان من المفترض أن يكون على قناة فوكس، لكنها رفضته بعد تصوير حلقة تجريبية. ثم اشترته قناة إيه آند إي، وأعادت تصوير الحلقة التجريبية مع تغيير بعض الممثلين والشخصيات.

## وصلات خارجية
- الموقع الرسمي
- ملوك الهروب على موقع IMDb (الإنجليزية)
- ملوك الهروب على موقع ميتاكريتيك (الإنجليزية)
- ملوك الهروب على موقع روتن توميتوز (الإنجليزية)
- ملوك الهروب على موقع كينوبويسك (الروسية)
- ملوك الهروب على موقع ألو سيني (الفرنسية)
- ملوك الهروب على موقع قاعدة بيانات الفيلم (الإنجليزية)